# Sančo III., kastiljski kralj
Sančo III. (španjolski Sancho) bio je kastiljski kralj, kao i kralj Toleda. Poznat je i kao Sančo Žuđeni.
Sančo je rođen osam godina nakon vjenčanja svojih roditelja, a to su bili Alfons VII. Leonski i Kastiljski i Berengarija Barcelonska.
Godine 1151., Sančo se oženio Blankom Navarskom, koja mu je rodila dva sina, Alfonsa i Garcíju, za kojeg se vjeruje da je uzrokovao majčinu smrt.